# La Descente infernale
Pour les articles homonymes, voir descente infernale (homonymie).
Pour plus de détails, voir Fiche technique et Distribution.
La Descente infernale (Downhill Racer) est un film américain réalisé par Michael Ritchie, sorti en 1969.

## Synopsis
Pour remplacer son champion qui vient de se casser la jambe, l'entraîneur de l'équipe américaine de ski alpin, Eugène Clair, propose Brian pour former l'équipe olympique de ski. Mais un jeune fermier du Colorado semble avoir un avenir prometteur, David Chappellet. Clair lui donne sa chance. Mais lors de sa première course internationale, David refuse de prendre le départ et crée un conflit dans l'équipe.

## Fiche technique
- Titre : La Descente infernale
- Titre original : Downhill Racer
- Réalisation : Michael Ritchie
- Scénario : James Salter, d'après le roman The Downhill Racers d'Oakley Hall.
- Production : Richard Gregson
- Société de production : Wildwood International Picture
- Distribution : Paramount Pictures
- Musique : Kenyon Hopkins
- Photographie : Brian Probyn
- Montage : Richard A. Harris
- Direction artistique : Ian Whittaker
- Direction de production : Walter Coblenz
- Assistant de production : Kip Gowans
- Pays d'origine : États-Unis
- Format : couleur - mono - 35mm
- Genre : drame
- Durée : 101 minutes
- Date de sortie : 6 novembre 1969
- Affiche : Jacques Vaissier (France)

## Distribution
- Robert Redford (VF : Marc Cassot) : David Chappellet
- Gene Hackman (VF : Henry Djanik) : Eugène Clair
- Camilla Sparv : Carole Stahl
- Kenneth Kirk (VF : Claude d'Yd) : D. K. Brian
- Joe Jay Jalbert : Tommy Erb
- Tom Kirk : Stiles
- Dabney Coleman (VF : Jean Lagache) : Mayo
- Jim McMullan (VF : Michel Gudin) : John Creech
- Oren Stevens : Tony Kipsmith
- Jerry Dexter (VF : Jean-Claude Michel) : Ron Engel
- Kathleen Crowley (VF : Paule Emanuele) : journaliste américaine
- Rio McMamus (VF : Jacques Torrens) : Bruce Devore
- Karl Michael Vogler (VF : Jean Berger) : Machet
- Walter Stroud (VF : Maurice Pierrat) : le père de David
- Carole Carl (VF : Nicole Favart) : Lena
- Robin Hutton-Potts : Gabriel
- Heini Schuler (VF : Hans Verner) : Meier
- Arnold Alpiger : Hinsch
- Eddie Waldburger : Hass
- Marco Walli
- Peter Rohr
- Sylvester Stallone : Homme au restaurant (non présent au générique). Débuts cinématographiques.